# Сергиевское (Тверская область)
Сергиевское — деревня в Калининском районе Тверской области. Относится к Медновскому сельскому поселению.

## География
Расположена в 13 км на север от центра поселения села Медное и в 40 км на северо-запад от Твери.

## История
Каменная церковь с теплым приделом построена на юго-западной окраине села в 1763—1767 годах вместо прежней деревянной на средства местной помещицы Г.А. Шишковой. Престола было два: холодный Сергия Радонежского, теплый Святого Мученика Иоанна Воина.
В конце XIX — начале XX века село входило в состав Марьинской волости Новоторжского уезда Тверской губернии. 
С 1929 года деревня входила в состав Дмитровского сельсовета Тверского района Тверского округа Московской области, с 1935 года — в составе Медновского района Калининской области. С 1956 года вновь в составе Калининского района, с 1994 года — в составе Медновского сельского округа, с 2005 года — в составе Медновского сельского поселения.

## Население
| 1859 | 1884 | 2002 | 2010 |
| ---- | ---- | ---- | ---- |
| 330  | ↘298 | ↘9   | ↘1   |

## Достопримечательности
В деревне расположена недействующая Церковь Сергия Радонежского (1767).